# Kuh-e Karkas
Der Kuh-e Karkas, auch persisch كوهستان كركس, DMG Kūhestān-e Karkas, ist mit 3.896 Meter einer der höchsten Gipfel im Kuhrud-Gebirge im zentralen Hochland von Iran. Er befindet sich in der Nordhälfte des 1000 km langen Gebirgszugs, wo er sich nördlich der Großstadt Esfahan in eine schmale, steile Doppelkette verjüngt.
Die Bedeutung des Namens ist umstritten, Berg der Geier oder Berg der Kassiten.
Im weiteren Verlauf des Gebirges nach Südosten erreichen nur noch wenige Gipfel die 3.000-m-Marke, bevor es 300–500 km weiter bei Yazd und Kerman wieder bis 4.300 m aufragt.
An der östlichen Gebirgsflanke des Kuh-e Karkas liegen die Touristenattraktion das Rote Dorf Abyaneh und die Bezirksstadt Natanz, die durch ihre umstrittene Urananreicherungsanlage des Iranischen Atomprogramms bekannt ist (33° 43′ 29″ N, 51° 43′ 29″ O).
In einem östlichen Ausläufer der Bergregion, etwa 30 km entfernt, befindet sich in einem Kalk- und Dolomitsattel der Bergbau von Komshecheh (33° 14′ 0″ N, 52° 3′ 0″ O), der eine bedeutende Lagerstätte für die Minerale Fluorit und Baryt (Fluss- bzw. Schwerspat) darstellt.